# Culture de Xiajiadian supérieur
La culture de Xiajiadian supérieur, dans le nord-est de la Chine, est une culture archéologique d'éleveurs nomades à l'époque de l'Âge du bronze. La Chine du Nord est alors en pleine expansion. Cette culture est marquée  par l'adoption du cheval qui pousse ce peuple initialement sédentaire vers le nomadisme. Elle fait suite, sur le site archéologique éponyme, par sa position supérieure à la culture de Xiajiadian inférieur.
Le site éponyme, dans la préfecture de Chifeng, en Mongolie-Intérieure, comporte plusieurs niveaux archéologiques, dont le niveau inférieur (2000-1500 AEC) et le niveau supérieur (1000-300 AEC), lequel dérive de la tradition du bronze de la steppe eurasiatique et de la culture d'Andronovo.

## Extension géographique
Cette culture s'est étendue sur le sud-est de la Mongolie intérieure, le nord du Hebei et l'ouest du Liaoning sur un territoire plus grand que celui du Xiajiadian inférieur, jusqu'au nord du Xar Moron He, la rivière jaune. En comparaison avec cette dernière culture, la région était moins peuplée et était encore basée sur l'agriculture mais évoluait vers un mode de vie plus nomade et pastoral. La structure de la société était initialement tribale, acéphale et elle est passée vers un système de chefferies. 

## Description
La céramique du Xiajiadian supérieur est rugueuse, non décorée et cuite à basse température. Elle est moins élaborée que celle du Xiajiadian inférieur au contraire de ses objets en bronze, en os et en pierre. Elle est connue pour ses objets en bronze, produisant des poignards, des haches, des têtes de flèches, des couteaux et des casques. Les bronzes étaient décorés avec des motifs naturels et des animaux qui indiqueraient une affinité avec les Scythes ce qui suggère des contacts culturels et des échanges à travers la steppe eurasiatique. Les récipients en bronze produit localement étaient beaucoup plus petits que ceux des états de la dynastie Zhou. À la fin de cette période, des parures, des ustensiles, des vases rituels et des haches-poignards en bronze des Zhou occidentaux sont présents dans les grandes tombes. Des  récipients en bronze ayant appartenu à la famille régnante de l'état de Xu ont été retrouvés dans une tombe à Xiaoheishigou.

## Mode de vie
Cette culture montre des signes d'un changement important dans le style de vie en comparaison avec le Xiajiadian inférieur. Elle place moins d'importance dans les structures permanentes, préférant réoccuper les structures préexistantes ou réutiliser les pierres pour la construction. Le cheval devient important comme le montre la découverte de chevaux et de leur attirail. Basée au départ sur l'élevage du cochon, c'est ensuite les moutons et les chèvres qui prédominent dans la nourriture. Les tombes pour l'élite sont plus mirobolantes avec des offrandes plus nombreuses et plus élaborées, elles sont marquées par des cairns ou des tumulus.